# Barbara Eustachiewicz

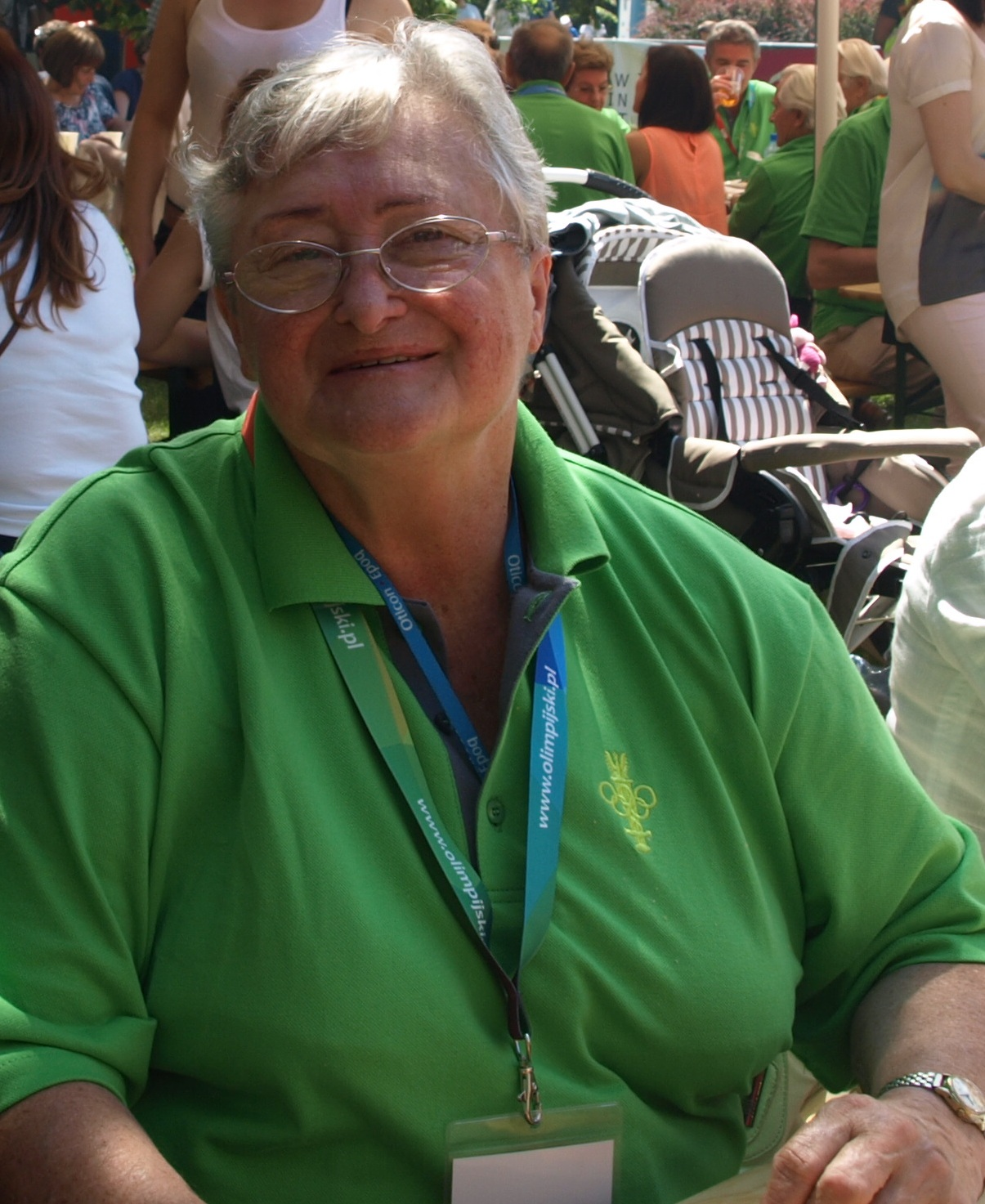
Barbara Eustachiewicz (2014)

Barbara Halina Eustachiewicz-Kowal (ur. 5 listopada 1938 w Mysłowicach) – polska gimnastyczka sportowa, działacz sportowy, sędzia międzynarodowy, olimpijka z Rzymu 1960 i Tokio 1964.
Zawodniczka śląskich klubów: Budowlanych Mysłowice (lata 1948-1951), Spójni Katowice (1952-1958) oraz Gwardii Katowice (1956-1976). Wielokrotna medalistka mistrzostw Polski:
- złota
  - w skoku przez konia w latach 1961, 1963
  - w ćwiczeniach wolnych w latach 1962, 1963
- srebrna
  - w wieloboju indywidualnie w latach 1961, 1964
- brązowa
  - w wieloboju indywidualnie w latach 1960, 1962-1963.

Uczestniczka mistrzostw świata w roku 1962, gdzie zajęła 45. miejsce indywidualnie i 7. miejsce drużynowo w wieloboju.
Uczestniczka mistrzostw Europy podczas których zajęła indywidualnie w wieloboju 12. miejsce.
Od roku 1980 sędzia międzynarodowy. Odznaczona złotym i srebrnym Krzyżem Zasługi.
Dwukrotna uczestniczka igrzysk olimpijskich:
- w 1960 roku w Rzymie zajęła:
  - 5. miejsce w wieloboju drużynowo
  - 24. miejsce w wieloboju indywidualnie
  - 28. miejsce w ćwiczeniach na równoważni
  - 33. miejsce w ćwiczeniach wolnych
  - 36. miejsce w skoku przez konia
  - 37. miejsce w ćwiczeniach na poręczach
- w 1964 roku w Tokio zajęła:
  - 7. miejsce w wieloboju drużynowo
  - 24. miejsce w ćwiczeniach na poręczach
  - 33. miejsce w wieloboju indywidualnie
  - 33. miejsce w ćwiczeniach wolnych
  - 38. miejsce w skoku przez konia
  - 39. miejsce w ćwiczeniach na równoważni